# Torrozelo e Folhadosa
Torrozelo e Folhadosa (oficialmente: União das Freguesias de Torrozelo e Folhadosa) é uma freguesia portuguesa do município de Seia, com 10,2 km² de área e 708 habitantes (censo de 2021). A sua densidade populacional é 69,4 hab./km².

## História
Foi criada aquando da reorganização administrativa de 2012/2013, resultando da agregação das antigas freguesias de Torrozelo e Folhadosa.

## Demografia
A população registada nos censos foi:
| Distribuição da População por Grupos Etários | Distribuição da População por Grupos Etários | Distribuição da População por Grupos Etários | Distribuição da População por Grupos Etários | Distribuição da População por Grupos Etários | Distribuição da População por Grupos Etários |
| -------------------------------------------- | -------------------------------------------- | -------------------------------------------- | -------------------------------------------- | -------------------------------------------- | -------------------------------------------- |
| Antes da agregação                           |                                              |                                              |                                              |                                              |                                              |
| Ano                                          | 0-14 anos                                    | 15-24 anos                                   | 25-64 anos                                   | >= 65 anos                                   | Total                                        |
| 2001                                         | 108                                          | 134                                          | 466                                          | 249                                          | 957                                          |
| 2011                                         | 68                                           | 66                                           | 395                                          | 279                                          | 808                                          |
| Após a agregação                             |                                              |                                              |                                              |                                              |                                              |
| Ano                                          | 0-14 anos                                    | 15-24 anos                                   | 25-64 anos                                   | >= 65 anos                                   | Total                                        |
| 2021                                         | 46                                           | 53                                           | 312                                          | 297                                          | 708                                          |